# Sistema diretorial

Suíça e São Marino são, atualmente, os únicos países que utilizam este sistema de governo.

O sistema diretorial ou república diretorial é um sistema de governo em que um grupo de pessoas exercem, em conjunto, o cargo de chefe de governo e/ou chefe de Estado. Este sistema de governo contrasta com o Parlamentarismo e o Presidencialismo.

## Definição
Um sistema diretorial é um sistema de governo em que o poder executivo é dividido entre um seleto número de indivíduos que são, ou de fato são, iguais. Alguns argumentaram que as diarquias como Andorra são diretoriais, pois o poder executivo é mantido entre mais de uma pessoa. O sistema parlamentar de Israel, uma variante codificada e simplificada do Sistema de Westminster sob a qual o poder executivo é investido diretamente num Gabinete de várias pessoas (em contraste com o Presidente agindo por conselho do Gabinete, como num Sistema de Westminster normal) pode ser visto como semidiretorial.

## História
Na história política, o termo diretório, em francês directoire, aplica-se às instituições colegiadas de Estado composto por membros denominados diretores.  
O primeiro exemplo moderno de regime diretorial é aquele instituído pelos rebeldes após a segunda defenestração de Praga. Este diretório da Confederação da Boémia era composto por 30 nobres, que distribuíam as várias tarefas sem nenhuma organização real. A aliança militar de curta duração das colónias da Nova Inglaterra da Baía de Massachusetts, Plymouth, Connecticut e New Haven, formadas em maio de 1643, também pode ser considerada como precursora do sistema diretorial, em que previa que o "governo seria composto por um diretório de oito comissários, dois de cada colónia".
No entanto, a ideia de um executivo diretorial remonta ao final do século XVIII. O mais importantes deste foi o Diretório de 1795-1799 na França.  Aqueles que acabaram com o governo de Robespierre estabeleceram para si um objetivo muito específico: evitar de qualquer maneira que o poder pudesse voltar a se concentrar nas mãos de uma só pessoa com os resultados sangrentos do ano de governo de Robespierre, o homem forte do período jacobino (embora o poder fosse formalmente dividido entre os membros do Comitê de Salvação Pública e a Convenção Nacional). Esta forma de governo estabeleceu-se também nos Estados satélites criados pela França durante as guerras revolucionárias francesas, por exemplo nas repúblicas Helvética, Batava, Cisalpina e de Ligur. Esse sistema foi inspirado pela Constituição de 1776 do Estado da Pensilvânia, que criou um Conselho Executivo Supremo, integrado por 12 pessoas, com um Presidente primus inter pares.
No passado, Uruguai, Jugoslávia (após a morte de Tito), Ucrânia, e outros país foram governados por diretórios. O governo da União Soviética poderia, de certa forma, ser caracterizado como um diretório, mas desenvolveu-se num padrão muito diferente discutido no artigo sobre os estados comunistas.
Um sistema semelhante também foi visto na Liga Lombarda, onde a tarefa de orientá-la foi confiada a um conselho de estudiosos nomeados pelos municípios individuais, as universitas.
O sistema diretorial também foi usado em períodos de interregno, por exemplo, na Escócia (Guardião da Escócia) durante o primeiro (1290–1292) e o segundo interregnos (1296–1306) e em Portugal (Conselho de Governadores do Reino de Portugal), após a morte do Cardeal-Rei Henrique I de Portugal.

## Suíça
O único país que atualmente utiliza esta forma de governo é a Suíça (e em menor medida, São Marino), onde os diretórios regem todos os níveis de administração, federal, cantonal e municipal. O Conselho Federal Suíço é eleito pela Assembleia Federal para um mandato de quatro anos (os seus membros não podem ser removidos do cargo), e é composto por sete membros, dos quais um é o Presidente e um é o Vice-Presidente, embora estes sejam relativamente simbólicos. Não há relação de confiança entre o Parlamento e o Conselho Federal. É um sistema de governo compartilhado que reflete e representa a heterogeneidade e a multi-étnica do povo suíço. As eleições populares diretas são usadas no nível local.

## Portugal
Aquando a Implantação da República Portuguesa, o sistema diretorial foi sugerido pelo projecto de Constituição do Grémio Montanha, loja maçónica do Grande Oriente Lusitano Unido, datado de 23 de junho de 1911, consagrava a forma de Governo republicana democrática e federativa com o poder executivo da competência de um Directório de cinco membros, sendo um o Chanceler e os outros responsáveis pela defesa nacional, relações diplomáticas, relações com as colónias e administração geral; oito Secretários de Estado executavam as leis decretadas pelo Directório.
Durante a Assembleia Nacional Constituinte de 1911, o deputado José Maria Barbosa de Magalhães declarou se Portugal deveria ter ou não um Presidente, e se devia adoptar o regime presidencialista, o parlamentar ou o directorial, ou ainda um misto de todos ou de dois deles. A resposta à primeira questão foi quase consensual, não obstante se ter lembrado que os programas republicanos, anteriores ao 5 de outubro, não previam a função presidencial personalizada, e que, a haver, o modelo aconselhado devia ser o suíço, devido às "suas leis e virtudes".

## Países com o sistema diretorial

### Atualmente
- Suíça
- San Marino

### Historicamente
- Confederação da Nova Inglaterra (1643)

- Estado da Pensilvânia (1777-1790)
- França (1792-1804)
- Pacto de Concórdia (1821-1823)
- Ucrânia (1918-1920)
- União Soviética
- Uruguai (1952-1967)
- Polónia (1952-1989)
- Iugoslávia (1980-1992)